# Иоанникий (Орловский)
Архимандрит Иоанникий (фамилия в миру Орловский; умер 22 января (3 февраля) 1802) — префект, потом ректор Александро-Невской славяно-греко-латинской семинарии в Санкт-Петербурге.
Родом из Елатьмы.
Был в звании иеромонаха, префектом рязанской семинарии и в 1772 году исполнял должность ректора. С 1774 года в звании архимандрита, был ректором Александроневской славянской школы, из которой образована впоследствии Петербургская духовная академия и преподавал философию, а с 1776 года — богословие.
В 1776 году напечатано его слово на праздник Святого Георгия (СПб., 1776).
В 1782 году назначен настоятелем Солотчинского монастыря Рязанской епархии.